# Филип Хийт
Филип Джеръд Хийт (на английски: Phillip Jerrod Heath) е професионален американски културист.

## Биография
Роден е на 18 декември 1979 г. в Сиатъл.
Хийт играе баскетбол за университета в Денвър преди да започне да тренира културизъм през 2002 г. Неговата упорита работа бързо му печели признание, когато през 2005 г. завоюва титлата на американското първенство на National Physique Committee и печели правото да се състезава като професионалист в IFBB. Хийт веднага прави впечатление в IFBB, като печели първите си две професионални надпревари през 2006 г. – The Colorado Pro Championships и The New York Pro Championship.
Най-големите му победи са в Mr.Olympia 2011, 2012 IFBB Айрън Мен през 2007 г. и Ню Йорк Про през 2006 г. На „Арнолд Класик“ е втори през 2008 и 2010 г. На „Мистър Олимпия“ има следните класирания: 2008 – трети, 2009 – пети, 2010 – втори, 2011, 2012, 2013, 2014, 2015, 2016, 2017 – първи, 2018 – втори